# زدی باخوی
زدی باخوی (گرجی: ზედა ბახვი) یک روستا در شهرداری ازورگتی ناحیه گوریا در غرب گرجستان است.